# Roberto Torelli
Roberto Torelli (Roma, 26 maggio 1958) è un regista italiano.

## Biografia
Dalla seconda metà degli anni settanta fa parte de L'Officina Film Club .
È poi autore per la Rai di programmi come Stracult, Schegge e Fuori orario. Cose (mai) viste .
Il suo film di montaggio sui fatti del G8 di Genova, intitolato Bella ciao  e diretto insieme con Marco Giusti e scritto con Carlo Freccero, viene presentato al Festival di Cannes 2002, nella sezione Settimana internazionale della critica. La Rai, co-produttrice dell'opera, non lo manda però in onda sulle sue reti, né ne permette la circolazione nei festival .

## Filmografia

### Regia

#### Documentari
- Guatemala (1999)
- Riccardo Freda (2000)
- Bella ciao, co-regia con Marco Giusti (2001)
- Porto Alegre Social Forum (2001)
- Garrincha, co-regia con Paulo César Saraceni e Marco Giusti (2001)
- Argentina Arde, co-regia con Rodolfo Ricci (2002)
- I-Talian del Brasile, co-regia con Rodolfo Ricci (2003)
- Sem Terra, co-regia con Pasquale Scimeca (2003)
- Ciao Renato!, co-regia con Cristina Torelli e Paolo Luciani (2012)
- Carlo Lizzani, il mio cinema (2015)

### Altro
- Intolerance, coordinatore campagna (1996)
- All Human Rights for All, ideatore, coordinatore campagna (2008)